# Arthur’s Theme (Best That You Can Do)
Arthur’s Theme (Best That You Can Do) ist ein Lied von Christopher Cross aus dem Jahr 1981, das von ihm, Burt Bacharach, Carole Bayer Sager und Peter Allen geschrieben wurde. Zudem ist es Teil des Soundtracks zum Film Arthur – Kein Kind von Traurigkeit.

## Geschichte
Im Lied singt Christopher Cross über die Situation, wenn man verliebt ist. Die Refrainzeile „When you get caught between the moon and New York City“ (deutsch: „Wenn du zwischen dem Mond und New York City gefangen bist“) entstammte einem anderen unveröffentlichten Song, der von Burt Bacharach und Carole Bayer Sager geschrieben wurde.
Die Veröffentlichung fand am 14. August 1981 statt, in den USA und Norwegen wurde die Ballade ein Nummer-eins-Hit. Zudem gewann der Song 1982 einen Oscar in der Kategorie Bester Song und beim Golden Globe Award in der Kategorie Bester Filmsong, Bette Midler sang das Lied bei der Verleihung.

## Musikvideo
Das Musikvideo besteht aus zwei Handlungen, die in Fadeouts zusammengeschnitten sind. In der Einen bietet Christopher Cross den Hit mit einigen Studiomusikern in einem Tonstudio dar und in der Anderen wird die Handlung des Liedes verdeutlicht.

## Rezeption

### Chartplatzierungen
| ChartsChartplatzierungen       | Höchstplatzierung | Wochen |
| ------------------------------ | ----------------- | ------ |
| Schweiz (IFPI)                 | 6 (6 Wo.)         | 6      |
| Vereinigte Staaten (Billboard) | 1 (24 Wo.)        | 24     |
| Vereinigtes Königreich (OCC)   | 7 (15 Wo.)        | 15     |

| ChartsJahrescharts (1981)      | Platzierung |
| ------------------------------ | ----------- |
| Vereinigte Staaten (Billboard) | 64          |

| ChartsJahrescharts (1982)      | Platzierung |
| ------------------------------ | ----------- |
| Vereinigte Staaten (Billboard) | 98          |

### Auszeichnungen für Musikverkäufe
| Land/Region               | Auszeichnungen für Musikverkäufe (Land/Region, Auszeichnung, Verkäufe) | Verkäufe  |
| ------------------------- | ---------------------------------------------------------------------- | --------- |
| Vereinigte Staaten (RIAA) | Gold                                                                   | 1.000.000 |
| Insgesamt                 | 1× Gold ·                                                              | 1.000.000 |

## Coverversionen
- 1987: Shirley Bassey
- 1991: The Ventures
- 1998: David Benoit
- 2002: Ornella Vanoni (Sogni proibiti)
- 2006: Thomas Anders
- 2008: Barry Manilow
- 2011: Ronan Keating